# Antonio Burgos Fraile
Antonio Burgos Fraile (nacido en Guadalajara, España  en 1947) es un dibujante español. 
Estudio durante cinco años (1965-1970) en la Escuela Superior de Bellas Artes de San Fernando. Obtuvo el título de profesor de dibujo y licenciado en Bellas Artes, puede ser definido como el retratista de la entraña paisajística de la tierra de Guadalajara.

## Exposiciones
Su primera exposición individual fue expuesta en el año 1965 en el Casino Principal de Guadalajara. Después de esta exposición, ha realizado muchas exposiciones más en diferentes salas y casinos.
De forma colectiva, ha participado en prestigiosos e importantes concursos y certámenes nacionales y ha representado a Guadalajara en diferentes ocasiones; como por ejemplo, en la Escuela de Bellas Artes de Jalisco (México) en 1980, Guadalajara su historia y su cultura, Rohan (Francia).
Igualmente ha representado a España en Línea, espacio y expresión de la Pintura Española actual, IV Centenario de la fundación de Buenos Aires (Argentina) 1980, en Museos Nacionales de México y Santo Domingo, en 1982, y otros muchos más.

## Premios
Entre sus numerosos premios destacan: El Premio Nacional Escuela Masana (Barcelona) en 1966. El "Premio Molina Higueras" de la Real Academia de Bellas Artes de San Fernando (Madrid) en 1968. El Primer Premio "Pintores de África" Madrid 1970 y 1971. El Premio III Bienal de Tajo, Toledo, 1974. Primer Premio V Certamen Nacional de Pintura Caja Guadalajara, 1977. El "Molino de Plata" Certamen Nacional de Pintura, Valdepeñas, 1979. El Primer Premio de Pintura en el Certamen Nacional, Azuqueca de Henares, 1989.